# Канадские федеральные выборы (1993)
Канадские федеральные выборы 1993 года состоялись в Канаде 25 октября 1993 года. В результате было выбрано 295 членов 35-го парламента страны. Выиграла выборы либеральная партия во главе с Жаном Кретьеном. Официальной оппозицией стал Квебекский блок. Прогрессивно-консервативная партия, у которой было большинство в предыдущем парламенте, получила только два места. Впервые в выборах принимал участие Квебекский блок.
Явка составила 70,9 %.

## Предвыборная кампания
О проведении выборов было объявлено премьер-министром Ким Кэмпбелл весной 1993 года незадолго до завершения пятилетнего срока полномочий. На тот момент популярность Кэмпбелл была намного выше популярности Жана Кретьена. 8 сентября 1993 года по предложению Кэмпбелл генерал-губернатор Канады Рэй Гнатышин распустил парламент.
Вместе с тем страна находилась в рецессии, был большой дефицит бюджета, уровень безработицы был также высоким. Таким образом, основной темой предвыборной кампании стала экономика.

## Результаты
В результате выборов в парламент страны прошли Либеральная партия Канады, Реформистская партия Канады, Квебекский блок, Новая демократическая партия и Прогрессивно-консервативная партия Канады. Кроме того, в выборах принимали участие, но не получили ни одного места в парламенте националистическая партия Канады, партия Природного закона, Зелёная партия Канады, Партия христианского наследия Канады, либертарианская партия, аболиционистская партия, канадская партия, партия содружества, Марксистско-ленинская партия Канады.
Прогрессивно-консервативная партия получила сокрушительное поражение, одно из немногих в истории, когда федеральная партия после абсолютного большинства едва не лишилась всех мест в парламенте. Основной причиной поражения считают распавшуюся «большую коалицию» Малруни. Голоса сторонников коалиции на западе перешли к Реформистской партии, а на востоке к либералам, а также Квебекскому блоку в Квебеке. Несмотря на 2 миллиона голосов поддержки, они не смогли перерасти в места в парламенте из-за своей высокой распределённости. Сама Ким Кэмпбелл также не смогла пройти в парламент.